# Governatorato di Manouba
Il governatorato di Manouba è uno dei 24 governatorati della Tunisia. Venne istituito nel 2000 e si trova nella parte settentrionale del paese, nei pressi della capitale Tunisi; suo capoluogo è Manouba, tra gli altri centri abitati si ricorda Borj El Amri.